# Cándani

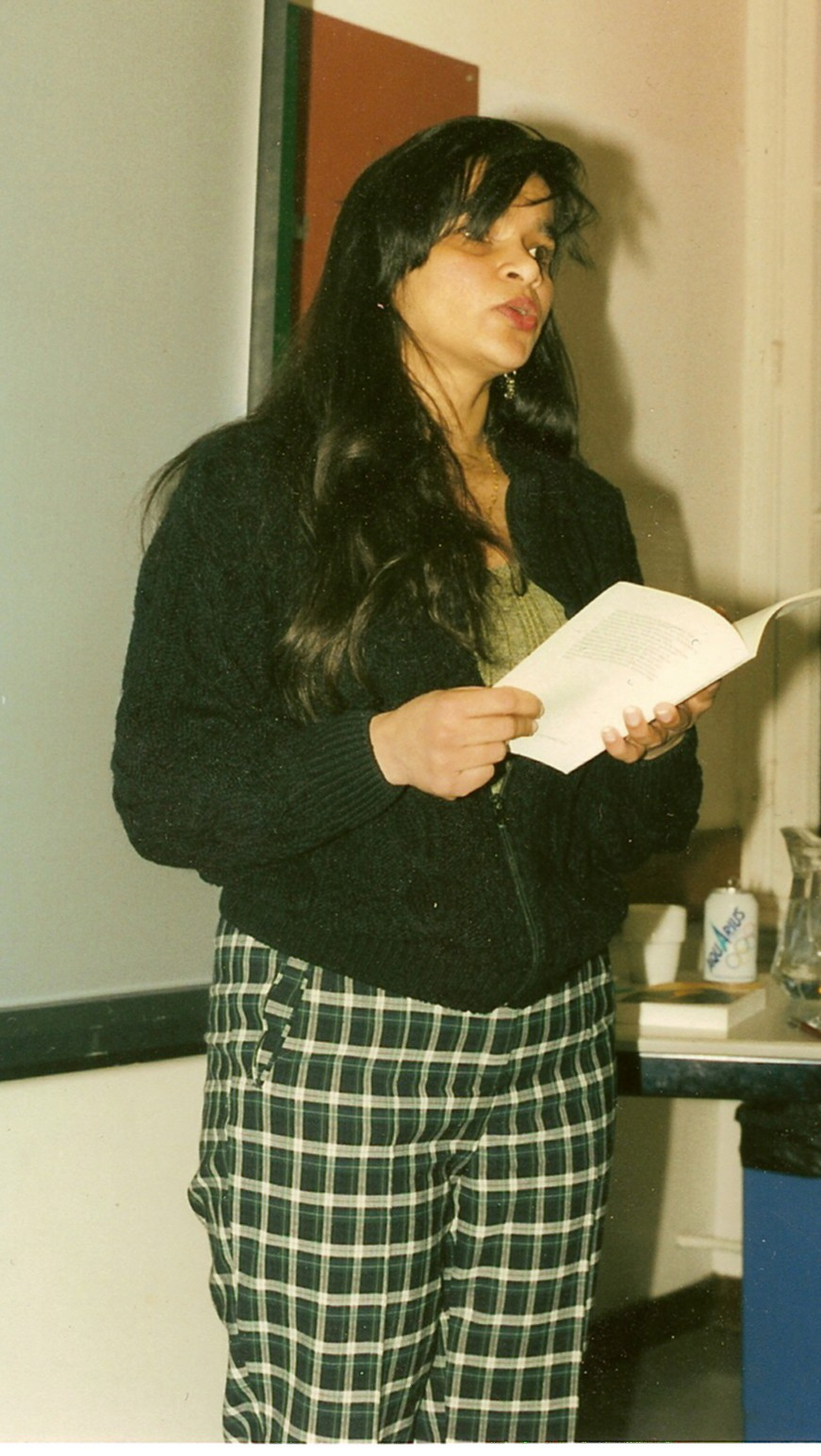
Cándani in 1992

Cándani (District Suriname, 8 maart 1965 – Amsterdam, 4 augustus 2021) was een Surinaams literair auteur. Cándani betekent in het Sarnami: Maanlicht. Vanaf 1982 tot 2007 was Cándani het pseudoniem van Asha van den Bosch-Radjkoemar. In 2013 liet zij haar naam officieel wijzigen in Saya Yasmine Amores.
Cándani debuteerde in 1990 met een dichtbundel in het Sarnami en het Nederlands: Ghunghru tut gail/De rinkelband is gebroken (1990). De bundel werd uitgebracht door de Volksboekwinkel (Paramaribo) en het NBLC (Den Haag) en de auteur kwam voor de presentatie naar Nederland. Zij ging niet meer terug naar haar geboorteland vanwege de familieomstandigheden daar.  Zij was als illegaal in Nederland en kwam terecht bij Scientology. Wel ging zij door met publiceren.
Cándani's debuutbundel en haar eveneens tweetalige bundel Ghar ghar ke khel/Het spel van huisje huisje (2002) en de Nederlandstalige bundels Vanwaar je dacht te vertrekken sta je geplant (1993), Zal ik terugkeren als je bruid (1999) en Een zoetwaterlied (2000) beschrijven in fraaie, zij het uiterst sombere beelden de melancholie over de voorbijgegane jeugd, voornamelijk tegen het decor van een eenvoudig hindostaans plattelandsbestaan. Zij schreef ook twee romans, Oude onbekenden (2001) en Huis van as (2002) waarin de zoektocht naar het verleden en het antwoord op de vraag wie-ben-ik geplaatst wordt binnen de historische context van de hindostaanse migratie en hermigratie naar Nederland. Geef mij het land dat in jou woont (2004) is een historische dichtbundel over de geschiedenis van Suriname.
Na jarenlang stilzwijgen trad zij in juni 2013 weer naar buiten, nu met schilderijen die zij maakt onder de naam Saya D.L. Amores. Ook publiceerde zij haar poëzie vanaf dat jaar onder het nieuwe pseudoniem. In 2020 verscheen onder die naam haar bundel Sarnámi/Nederlandse gedichten Bánsuri ke gam/Het verdriet van de fluit.
Cándani overleed op 56-jarige leeftijd aan de gevolgen van kanker.

## Over Cándani
- Michel Szulc-Krzyzanowski (fotografie) & Michiel van Kempen (tekst), Woorden op de westenwind; Surinaamse schrijvers buiten hun land van herkomst. Amsterdam: In de Knipscheer, 1994, pp. 220-241 (portret in woord en beeld).
- Michiel van Kempen, 'De moeizame geboorte van een Sarnami dichteres - of niet?' In: Literatuur, 17 (2000), no. 4, juli/augustus, pp. 211-216.
- Michiel van Kempen, Een geschiedenis van de Surinaamse literatuur. Breda: De Geus, 2003, deel II, pp. 1170-1177.
- Michiel van Kempen: 'Levensbericht Cándani / Saya Yasmine Amores'. In: Jaarboek van de Maatschappij der Nederlandse Letterkunde 2021-2022, pag. 91-94